# Montrodat
Montrodat este o comună în departamentul Lozère din sudul Franței. În 2009 avea o populație de 1.151 de locuitori.

## Evoluția populației
| An        | 1975 | 1982 | 1990 | 1999 | 2006  | 2009  |
| --------- | ---- | ---- | ---- | ---- | ----- | ----- |
| Populație | 602  | 945  | 968  | 984  | 1.172 | 1.151 |